# Hélène Pépée
Pour les articles homonymes, voir Pépée.
Hélène Pépée, née Hélène Pierre le 12 novembre 1902 dans le 18e arrondissement de Paris et morte le 6 mai 1990 à Dourdan, est une actrice française.

## Biographie
Elle a notamment épousé le 4 février 1933 le producteur Claude Dolbert.

## Filmographie partielle
- 1923 : Notre Dame d'amour d'André Hugon
- 1932 : Amour... amour... de Robert Bibal
- 1934 : N'aimer que toi d'André Berthomieu
- 1934 : On demande une brute de Charles Barrois (court métrage)
- 1935 : Marie des Angoisses de Michel Bernheim
- 1936 : La Tentation de Pierre Caron
- 1936 : Les Demi-vierges de Pierre Caron
- 1936 : Notre-Dame-d'Amour de Pierre Caron
- 1936 : Le Roman d'un spahi de Michel Bernheim
- 1937 : Police mondaine de Michel Bernheim et Christian Chamborant
- 1938 : Le Cœur ébloui de Jean Vallée
- 1939 : Deuxième bureau contre Kommandantur de René Jayet et Robert Bibal
- 1947 : Mandrin de René Jayet
- 1947 : L'Homme traqué de Robert Bibal
- 1948 : Femme sans passé de Gilles Grangier
- 1949 : Gigi de Jacqueline Audry
- 1949 : Piège à hommes de Jean Loubignac
- 1950 : Envoi de fleurs de Jean Stelli
- 1954 : Gamin de Paris de Georges Jaffé